# Clidemia conglomerata
Clidemia conglomerata là một loài thực vật có hoa trong họ Mua. Loài này được DC. mô tả khoa học đầu tiên năm 1828.